# Dimitrios Walwis
Dimitrios Walwis (gr. Δημήτριος Βάλβης; ur. 8 maja 1808 w Missolungi, zm. 30 listopada 1886 w Atenach) – grecki urzędnik państwowy.
Pełnił funkcję premiera Grecji (9 maja - 21 maja 1886) za rządów króla Jerzego I.